# CX (audio)
| \| \| \|       |  |
| Logotipo de CX |  |
|                |  |

CX es un sistema de reducción de ruido para audio analógico grabado. Fue desarrollado por los CBS Laboratories (una división de CBS) a finales de la década de 1970 como competidor de otros sistemas de reducción de ruido (RR) como Dolby y dbx, y se introdujo oficialmente en 1981. El nombre CX se deriva de "Compatible eXpansion", una característica de la técnica.  El circuito integrado CX U2141B fue desarrollado por AEG-Telefunken, Alemania, en 1982, por Ernst F. Schröder, Dietrich Höppner y Kurt Hintzmann, el mismo equipo que también diseñó el sistema de reducción de ruido High Com, un compander de banda ancha con hasta 20 dB de reducción de ruido. Hitachi también comercializó en 1983 chips CX específicos, denominados HA12043 y HA12044. Así mismo, Telefunken utilizó en su sistema RS 120 CX un amplificador de transconductancia dual 13700D fabricado por JRC (hoy NRJ), junto con un par de chips J-FET OpAmp TL084 cuádruples.

## Discos LP de vinilo
El sistema CX fue diseñado originalmente por CBS como una tecnología de reducción de ruido para los discos de vinilo LP, similar a los sistemas dbx o High-Com II anteriores. Los registros codificados en CX requerían un expansor especial conectado a un sistema estéreo para reproducir adecuadamente el sonido grabado en el LP. También era posible reproducirlos sin un decodificador, si bien con una cantidad resultante (considerada aceptable) de compresión del sonido.
El proyecto fue dirigido por el vicepresidente del grupo CBS Records Bob Jamieson y llevado a cabo por un equipo liderado por Daniel W. Gravereaux y Louis A. Abbagnaro. El sello predijo que la codificación CX se convertiría en estándar en todos los nuevos lanzamientos de LP, lo que no llegó a suceder, pese a que la compañía intentó obtener el apoyo para el sistema de otros sellos discográficas. El proceso fue controvertido entre los ejecutivos de CBS e impopular entre algunos artistas. La guitarrista clásica Liona Boyd exigió que la versión codificada en CX de uno de sus álbumes fuera retirada debido a las deficiencias percibidas, aunque Bob Jamieson afirmó que CBS disponía de los medios técnicos para superar tales objeciones.
CBS lanzó en los Estados Unidos aproximadamente 70 títulos en formato LP codificados con CX hasta 1983. Gasparo también lanzó varios discos codificados con CX. En Europa, también se fabricaron en los Países Bajos muchos discos CX con el prefijo de número de catálogo "CBSCX". Los álbumes de esta serie también se comercializaron en versiones estándar no codificadas con CX.

## LaserDisc y CED VideoDisc
Si bien la aplicación de la codificación CX a la producción de LPs fue bastante infructuosa y de corta duración, el sistema tendría éxito al ser usado para la reducción de ruido en las pistas de audio analógico estereofónico en el formato Laserdisc. También se utilizó para las pistas de audio de los discos del sistema de videodiscos CED SelectaVision producidos por RCA.
Todos los reproductores LaserDisc (y CED estereofónicos) fabricados desde 1981, cuando se introdujo el LD-1100 equipado con CX, tenían la capacidad de reducción de ruido CX como característica estándar. Pioneer también lanzó un adaptador CX independiente para usar con su VP-1000, el VH-8000/8005 de Magnavox y los reproductores industriales que se lanzaron antes de que se adoptara CX. El primer LaserDisc codificado con CX fue el Physical de Olivia Newton-John, lanzado por Universal.
Los decodificadores CX diseñados para los discos LP no se pudieron usar con los discos láser porque se cambiaron las especificaciones de compresión, pasándose de 20 dB de reducción de ruido a 14 dB, además de modificarse el 'umbral' de la compresión/expansión de 2:1 a 1:1 de -40 dB a -28 dB. También se realizaron otros cambios menores en las constantes de tiempo de decodificación. Además, se modificaron algunas de las especificaciones de codificación de audio FM del LaserDisc, lo que permitía disponer de más espacio para la cabeza y una mejor respuesta de alta frecuencia a niveles sonoros elevados. Estos cambios se realizaron porque, en el momento de la adopción del sistema CX en el LaserDisc (1981), la gran mayoría de las fuentes de programas utilizadas para la masterización, como las bandas sonoras de películas magnéticas y ópticas de 35 mm, así como el IVC-9000 de 2 pulgadas y los formatos de cinta de video tipo C de 1 pulgada utilizados para la masterización, tenían relaciones señal/ruido lo suficientemente bajas como para que la reproducción "no codificada" acentuara su ruido a niveles inaceptables.
Al aminorarse la cantidad total de reducción de ruido y modificar otros aspectos del sistema CX para que coincidiera mejor con las deficiencias del audio en FM del disco láser, se mantuvo la calidad del sonido de reproducción sin codificar y al mismo tiempo se logró un sonido decodificado enormemente mejorado. También se redujo la posibilidad de artefactos audibles como bombeo o respiración durante la reproducción decodificada con CX.
Si bien CX mejoró en gran medida la calidad de las pistas de audio FM de los LaserDisc, su principal razón para la adopción fue disminuir la cantidad de interferencia entre la portadora de audio FM del canal derecho y la primera banda lateral cromática de la portadora de video. Sin CX, se requería un filtrado estricto durante la masterización y la reproducción, así como mantener la saturación de color por debajo del 75% en el máster para mantener cualquier interferencia por debajo de -35 dB, lo que garantizaba que no se vieran ritmos u otros artefactos en la imagen demodulada. Aunque el sistema mejoró la calidad de la imagen, normalmente no se usaba en discos con audio mono. Pioneer Video, el principal fabricante de discos láser en ese momento, requería que los estudios solicitaran CX, y dado que la mayoría no sabía que CX mejoraba la calidad de video de los discos terminados o el audio de los títulos con sonido monoaural, rara vez se solicitaba CX. Debido a esta falta de conocimiento sobre el codificador en los estudios, se lanzaron muchos títulos estéreo sin codificación CX y, de hecho, no se convirtió en estándar en todos los títulos LaserDisc hasta finales de la década de 1980. Un vistazo a los catálogos de Pioneer hasta 1987 muestra que la mayoría de los títulos no tenían sonido analógico codificado en CX; la mayoría tampoco eran digitales.
Para el Video Disco CED, dado que el sonido estéreo no se agregó al formato hasta su segundo año en el mercado, RCA convirtió el sistema CX en una parte obligatoria de los equipos lectores CED (un disco no se podía lanzar en estéreo sin codificación CX) y las especificaciones de compresión no cambiaron con respecto a los del sistema ideado para los discos LP, debido a los niveles de ruido mucho más altos del sistema CED que en el formato LaserDisc. Aunque RCA mejoró la formulación de plástico/carbón utilizada para hacer los discos, lo que redujo los niveles de ruido del disco en 3 dB y modificó el sistema de masterización, el formato CED aún requería los 20 dB completos de reducción de ruido que se lograban con el sistema sin modificar. Los nombres dados por CBS a las dos versiones diferentes de CX fueron CX-20 y CX-14.
La teoría de funcionamiento se describe en la Patente USPTO n.º 4376916.

## Radiodifusión FM
La compresión CX también se usó en FMX, un sistema de reducción de ruido sin éxito comercial desarrollado en la década de 1980 para la transmisión de FM en los Estados Unidos. El sistema tenía la intención de mejorar la recepción del área marginal de FM estéreo agregando una versión codificada en CX de la señal L-R (izquierda-menos-derecha, o diferencia) modulada en cuadratura con la subportadora estéreo convencional. Aproximadamente 50 estaciones utilizaron el sistema, pero se fabricaron pocos receptores equipados con FMX, y después de que FMX fuera acusado en 1989 de degradar la recepción en lugar de mejorarla, el soporte se agotó y el sistema fue abandonado.

## Lista parcial de LP codificados en CX publicados por CBS
A continuación figura una lista orientativa de discos LP grabados con el sistema CX por CBS:
- The Clash - Sandinista! - Epic Records - 1980
- O.M.D. - Orchestral Manoeuvres in the Dark - Dindisc, Virgin Records, Epic Records FE37411-1981
- The Clash - Combat Rock - Epic Records - 1982
- Aaron Copland - Copland conduce Copland - Columbia Records 33586
- Lacy J. Dalton - 16th Avenue - Columbia Records 37975
- Bob Dylan - Blood on the Tracks - Columbia Records - (reedición de 1982)
- Terumasa Hino - Double Rainbow - Columbia CX 37420
- Julio Iglesias - Momentos - CBS CX 25002
- Billy Joel - 52nd Street - CBS CX 83181
- Billy Joel - Glass Houses - Columbia Records 36384
- Billy Joel - The Nylon Curtain - CBS CX 85959
- Charly McClain - Too Good To Hurry - Epic Records 38064-1982
- Frank Marino - Juggernaut - Columbia CXAL 38023
- Jimmy Cliff - Special - CBS CX 85878 (1982)
- Johnny Mathis - First 25 Years: Silver Anniversary Album - Columbia Records - (1981)
- Marty Robbins - Come Back To Me - Columbia Records FC37995 - 1982
- Men at Work - Cargo - Columbia Records 38660
- Randy Meisner - Randy Meisner - Epic Records - 1982
- Pink Floyd - The Wall - Columbia Records 36183
- Freddie Salem & The Wildcats - Cat Dance - Epic Records 38018-1982
- Santana - Zebop! - Columbia CX PC 37158-1981
- Saxon - Strong Arm of the Law - Carrere CXBL 537679
- Saxon - Denim and Leather - Carrere CXAL 537685
- Simon and Garfunkel - Simon and Garfunkel's Greatest Hits - Columbia Records 31350
- The Sinceros - Pet Rock - 1981
- T.V. Smith's Explorers - The Last Words of the Great Explorer - Epic BL 37432 - 1981
- Translator - Heartbeats And Triggers - 415 Records / Columbia Records - 1982
- Deniece Williams - I'm So Proud - Columbia Records - 1983
- Ozzy Osbourne - Blizzard of Ozz - Registros asociados de CBS - Z 36812 - 1981

## Lecturas relacionadas
- CBS CX Expander Calibration Record (Vinyl LP). CBS. 1981. CX-REF. Archivado desde el original el 5 de noviembre de 2017. Consultado el 5 de noviembre de 2017. «7-inch. 33-1/3 RPM. Band 1: Left Channel Calibration 1000 Hz, 3.54 cm/sec RMS. Band 2: Right Channel Calibration 1000 Hz, 3.54 cm/sec RMS.»